# Мейеров длиннокрылый попугай
Мейеров длиннокрылый попугай (лат. Poicephalus meyeri) — птица семейства попугаевых.
Вид назван в честь Бернхарда Мейера (1767—1836), немецкого ботаника и орнитолога.

## Внешний вид
Длина тела 21—25 см, хвоста 5—6 см Окраска верхней части тела буровато-серая с зеленоватым оттенком. Нижняя часть тела и крестец сине-зелёные. На голове, бёдрах и кроющих перьях крыла имеются жёлтые пятна. Клюв чёрный. Радужка оранжево-красная. Самец и самка по окраске не отличаются.

## Распространение
Обитает в Восточной и Центральной Африке.

## Образ жизни
Населяют разреженные леса, акациевые рощи и кустарниковые заросли вблизи водоёмов, саванны, встречаются на высоте до 1300 м над уровнем моря. Питаются семенами различных растений, цветами, соцветиями и плодами, вегетативными частями растений.

## Размножение
Гнездятся в дуплах деревьев на большой высоте. В кладке обычно 2—4 яйца, которые насиживает самка в течение 25—30 дней. Самец охраняет гнездо и кормит самку, а впоследствии участвует в выкармливании птенцов.

## Содержание
В неволе содержатся довольно редко. Молодые попугаи, выкормленные и выращенные человеком, становятся особенно ручными и проявляют чудеса смышлённости, однако большой склонности к имитации речи не имеют. В неволе живут до 30 лет.

## Классификация
Вид включает в себя 6 подвидов.
- Дамаралэндский желтоплечий длиннокрылый попугай Poicephalus meyeri damarensis Neumann, 1898 — длина тела около 22 см. Буровато-серый цвет оперения более серый, чем у номинативного подвида. Нижняя часть тела бирюзовая. Крестец голубой. Жёлтый цвет на голове отсутствует. Обитает на юге Анголы, северо-западе Ботсваны, севере и в центральных районах Намибии.
- Восточноафриканский желтоплечий длиннокрылый попугай Poicephalus meyeri matschiei Neumann, 1898 — длина тела около 22 см. Буровато-серый цвет оперения чернее, чем у номинативного подвида. Нижняя часть тела и крестец голубые. Обитает на юго-востоке Кении, в Танзании, Малави, Замбии.
- Длиннокрылый попугай Мейеров Poicephalus meyeri meyeri (Cretzschmar, 1827) — номинативный подвид. Длина тела около 21 см. Обитает на юге Чада, северо-востоке Камеруна, юге Судана, западе Эфиопии, в ЦАР.
- Ангольский желтоплечий длиннокрылый попугай Poicephalus meyeri reichenowi Neumann, 1898 — длина тела около 24 см. Буровато-серый цвет оперения более темная, чем у номинативного подвида. Нижняя часть тела от лазурного до голубого цвета. У многих птиц на брюшке вкрапления чёрных перьев. Крестец голубой. На голове нет явно выраженной жёлтой полосы. Обитает на севере и в центральных районах Анголы и на юго-западе Конго.
- Угандский желтоплечий длиннокрылый попугай Poicephalus meyeri saturatus Sharpe, 1901 — длина тела около 22 см. Темнее номинативного подвида. Нижняя часть тела более зелёная. Крестец голубой. Обитает в Уганде, Бурунди, в центральных районах Кении, на северо-западе Танзании.
- Южноафриканский желтоплечий длиннокрылый попугай Poicephalus meyeri transvaalensis Neumann, 1899 — отличается от угандского подвида (Poicephalus meyeri saturatus) только зелёным крестцом. Обитает на северо-востоке Мозамбика, в Зимбабве, Лесото, на севере и в центральных районах Ботсваны. Изолированная популяция обитатет в ЮАР.